# 寄居郵便局
寄居郵便局（よりいゆうびんきょく）は埼玉県大里郡寄居町にある郵便局。民営化前の分類では集配普通郵便局であった。

## 沿革
- 1873年（明治6年）7月1日 - 寄居郵便取扱所として開設[1]。
- 1875年（明治8年）1月1日 - 寄居郵便局（五等）となる。
- 1883年（明治16年）4月1日 - 為替・貯金取扱を開始。
- 1892年（明治25年）3月1日 - 寄居郵便電信局となる。
- 1903年（明治36年）4月1日 - 通信官署官制の施行に伴い寄居郵便局となる。
- 1960年（昭和35年）12月1日 - 特定郵便局から普通郵便局へ局種別改定[2]。
- 1962年（昭和37年）3月1日 - 立原簡易郵便局の廃止に伴い、取扱事務を承継。
- 1965年（昭和40年）2月16日 - 花園郵便局から和文電報配達事務を移管。
- 1967年（昭和42年）9月19日 - 電話交換、和文電報配達、欧文電報受付・配達、国際電報受付・配達の各事務を、寄居電報電話局に移管。
- 1971年（昭和46年）9月30日 - 東武東上線を経由する鉄道郵便輸送（東京寄居線）及び秩父鉄道秩父本線を経由する鉄道郵便輸送（熊谷荒川線）が廃止[3]。専用自動車に転換。
- 1976年（昭和51年）2月 - 局舎新築落成。
- 1990年（平成2年）3月13日 - 木持簡易郵便局の一時閉鎖[4]に伴い、取扱事務を承継。
- 2000年（平成12年）8月14日 - 外国通貨の両替および旅行小切手の売買に関する業務取扱を開始。
- 2007年（平成19年）10月1日 - 郵政民営化に伴い、併設された郵便事業寄居支店に一部業務を移管。
- 2012年（平成24年）10月1日 - 日本郵便株式会社発足に伴い、郵便事業寄居支店を寄居郵便局に統合。

## 取扱内容
- 郵便、印紙、ゆうパック、内容証明
- 貯金、為替、振替、振込、国際送金、国債、投資信託
- 生命保険、バイク自賠責保険、自動車保険
- ゆうちょ銀行ATM
- 大里郡寄居町全域および深谷市の一部地域の集配業務
- ゆうゆう窓口

## 風景印
- 図案は『玉淀水天宮祭の舟山車』・『フクジュソウ』
- 使用開始日は1984年（昭和59年）8月5日

## 周辺
- 寄居町役場
  - 庁舎北口前に東京オリンピックのゴールドポスト（第4号）が設置されている（ゴールドポストプロジェクト[5]）。
- 寄居町立寄居小学校
- 深谷市消防本部 花園消防署寄居分署
- 鉢形城跡
- 国道140号
- 埼玉県道30号飯能寄居線
- 荒川
  - 玉淀河原

## アクセス
〒369-1299 埼玉県大里郡寄居町寄居389-1
- 東武東上線、秩父鉄道秩父本線、JR八高線 寄居駅から徒歩約9分
- 武蔵観光バス 寄居車庫停留所下車
- 関越自動車道 花園ICから西へ約5.5km
- 駐車場あり：18台